# Liste der denkmalgeschützten Objekte in Kašperské Hory
Grundlage dieser Liste der denkmalgeschützten Objekte in Kašperské Hory ist die ÚSKP-Liste (Ústřední seznam kulturních památek České republiky, deutsch Zentrale Liste der Kulturdenkmäler der Tschechischen Republik), die von der tschechischen Denkmalschutzbehörde NPÚ (Národní památkový ústav, deutsch Nationale Denkmalbehörde) seit 1987 geführt wird und an die seit dem Jahr 1850 geschaffenen Listen anschließt.

## Denkmalgeschützte Objekte nach Ortsteilen

### Kašperské Hory
| Lage | Objekt                                          | Beschreibung | ÚSKP-Nr.                  | Bild                                    |
| --- | ----------------------------------------------- | --- | ------------------------- | --------------------------------------- |
| Kašperské Hory, Hauptplatz 174, Nr. 50 (Standort) | Kirche St. Margaret                             | Kirche St. Margaret. Ursprünglich eine gotische Kirche aus der Mitte des 14. Jahrhunderts, die in der zweiten Hälfte des 19. Jahrhunderts im neugotischen Geist erheblich verändert wurde. | 23976/4-3024 Info Katalog | weitere Bilder                          |
| Kašperské Hory, Hauptplatz, Ostseite, Nr. 2150/1 (Standort)                                                                                                   | Statue des Hl. Johannes von Nepomuk mit Brunnen | Ensemble Brunnen und Statue St. Johannes von Nepomuk vom Ende des 19. Jahrhunderts (Statue 1861, Brunnen 1899). Im oberen Teil des Platzes. | 20128/4-3034 Info Katalog | weitere Bilder                          |
| Kašperské Hory, Hauptplatz 1, Sušická (Standort) | Rathaus                                         | Rathaus. Ein großes zweistöckiges Gebäude mit drei Spiralgiebeln und Innenhofflügeln, die durch die Verbindung zweier gotischer Häuser entstanden sind. Barock. | 15784/4-3026 Info Katalog | weitere Bilder                          |
| Kašperské Hory, Hauptplatz 11 (Standort) | Platz Nr. 11                                    | Stadthaus. Mehrstöckiges Stadthaus mit älterem Kern und klassizistischer Fassade mit Barockelementen. Im ersten Stock zwischen den Fenstern befindet sich eine Kartusche mit einem gemalten Gemälde Madonna mit Jesuskind. Auf der Nordhofseite befindet sich parallel zur Fassade ein halbkreisförmiges Steintor mit einem Schindeldach. | 30976/4-3028 Info Katalog | weitere Bilder                          |
| Kašperské Hory, Hauptplatz 14, Vimperská (Standort) | Pfarrhaus                                       | Pfarrhaus. Klassizistisches Gebäude aus der ersten Hälfte des 19. Jahrhunderts, möglicherweise auf älteren Fundamenten, mit erhaltenen originalen gewölbten Innenräumen. | 14974/4-3033 Info Katalog | BW                                      |
| Kašperské Hory, Fügnerova 36 (Standort) | Fügnerova Nr. 36                                | Stadthaus. Zweistöckiges Stadthaus, das weitgehend sein authentisches barockes Aussehen bewahrt hat. Das ursprüngliche Barockportal mit stilisierten Holztüren ist an der Fassade erhalten geblieben. | 44201/4-4297 Info Katalog | Fügnerova Nr. 36                        |
| Kašperské Hory, Bohdana Týbla 17 (Standort) | Bohdan Týbl Nr. 17                              | Zweistöckiges Gebäude mit halbkreisförmigem Gewölbeeingang und angeschlossenem Eingangstor. Wertvolles barockes Stadthaus mit reichhaltiger Stuckdekoration der Fassade. | 18800/4-3029 Info Katalog | Bohdan Týbl Nr. 17                      |
| Kašperské Hory, Besední (am Schulgebäude) (Standort) | Kapelle U Harantů                               | Nischenkapelle der Heiligen Johannes und Paulus. Doppelseitige Kapelle mit zwei breiten Nischen, gewölbt mit Muschel. Kleines barockes Sakraldenkmal aus dem 18. Jahrhundert. | 31477/4-3037 Info Katalog | Kapelle U Harantů                       |
| Kašperské Hory, Besední, Vimperská, Nr. 755 (Standort) | Kapelle des heiligen Antonius                   | Kapellchen St. Antonius. Sechseckiges kleines Gebäude mit halbkreisförmigem Gewölbeeingang und Fenstern. Ursprüngliche Kapelle aus dem Ende des 18. Jahrhunderts, 1861 vollständig zerstört. | 21104/4-3036 Info Katalog | Kapelle des heiligen Antonius           |
| Kašperské Hory, Krátká, Nr. 1358/1 (Standort) | Mittelalterliche Golderzverarbeitungsanlage     | Archäologische Stätte – mittelalterliche Golderzverarbeitungsanlage, Ruinen und archäologische Spuren. Eine archäologische Stätte aus dem Hochmittelalter, die den Abbau goldhaltiger Erze und die Goldverarbeitung in der Region Šumava dokumentiert. Es ist das erste gefundene Gebäude zur Wärmebehandlung von Golderz in Böhmen.      | 11312/4-5075 Info Katalog | BW                                      |
| Kašperské Hory, Nerudova, Nr. 237 (Standort) | Kirche Unserer Lieben Frau vom Schnee           | Kirche Unserer Lieben Frau vom Schnee. Wallfahrtskirche auf dem Grundriss des lateinischen Kreuzes mit einem dreiseitigen Presbyterium und zwei Türmen in der Hauptfassade. Erbaut in den Jahren 1850–1867 nach dem Entwurf des Bauherrn Jan Buchinger in einem frühen eklektischen Stil.                                                 | 44200/4-4296 Info Katalog | weitere Bilder                          |
| Kašperské Hory, Nerudova, bei der Kirche Maria vom Schnee, Nr. 188 (Standort)                                                                                 | Kapelle Unserer Lieben Frau von Klatovy         | Kapelle Unserer Lieben Frau von Klatovy, Mauer mit Nische und Gedenkkreuz (Nische, Gusseisenkreuz). Kleineres sakrales Gebäude, das an der Pilgerkirche Unserer Lieben Frau vom Schnee steht. Die Kapelle wurde Ende des 17. Jahrhunderts als bedeutender marianischer Wallfahrtsort erwähnt.                                             | 51171/4-5257 Info Katalog | Kapelle Unserer Lieben Frau von Klatovy |
| Kašperské Hory, Šibeniční Hügel, Nr. 1990/1 (Standort) | Pranger                                         | Einer der wenigen erhaltenen Pranger im Bezirk Klatovy. Barockmauerwerk aus der ersten Hälfte des 17. Jahrhunderts mit Datierung (1630). Südlich von Haus Nr. 223, auf dem Weg von der Kreuzung von Smetana und Spojovací Straße zum Šibeniční Hügel. Ursprünglich stand er auf dem Platz südlich der Kirche.                             | 16239/4-4155 Info Katalog | Pranger                                 |
| Kašperské Hory, Smetanova, Nr. 231/1, 231/2 (Standort) | Getreidespeicher                                | Großer zweistöckiger barocker Getreidespeicher mit rechteckigem Grundriss und bemalten Fassaden. Dreieckige zweistöckige Giebel, segmentierte Pilaster. Einer der wenigen authentisch erhaltenen Getreidespeicher in der Region. Im Februar 2006 stürzte ein Teil des Daches ab.                                                          | 13110/4-3027 Info Katalog | BW                                      |
| Kašperské Hory, Smetanova, im Garten des Hauses Nr. 337, Nr. 209/5 (Standort)                                                                                 | Wegeschrein – Kapelle St. Joachim               | Massiver Kapellenschrein. Prismatischer Sockel und etwas breitere Kapellenerweiterung mit tiefer Nische und dreieckigem Giebel. Ab dem letzten Drittel des 18. Jahrhunderts (in einigen Materialien sogar als gotisches Denkmal aus dem 14.–15. Jahrhundert bewertet).                                                                    | 34558/4-4061 Info Katalog | Wegeschrein – Kapelle St. Joachim       |
| Kašperské Hory, Smetanova, am Ende der Straße, 1,5 km nordwestlich von Hauptplatz (Standort)                                                                  | Friedhofskirche St. Nikolaus                    | Kirche St. Nikolaus, St. 214, 213, s. 339. Ursprünglich eine gotische Kirche aus der Zeit vor 1330 mit erhaltenen Wandgemälden. Einzigartige Barockdecke aus Holz mit Blumenverzierung und Stadtemblem. Wertvolles Friedhofsgelände mit der Friedhofskapelle St. Anna.                                                                    | 14797/4-3025 Info Katalog | weitere Bilder                          |
| Kašperské Hory, nahe Landstraße III/1457 na Tuškov, Nr. 429, zwischen dem HausSušická Nr. 187und dem Kinogebäude und der Turnhalle Sušická Nr. 183 (Standort) | Kapelle der Heiligen Sebastian, Vitus und Anna  | Kapellchen St. Sebastian, Vitus und Anna. Kleinere Barockkapelle mit einem durch Pilaster geteilten vorderen Giebel. Ab dem Ende des 18. Jahrhunderts. Es war ursprünglich Vitus gewidmet. Laut Stadtchronik wurde die Kapelle vom Bürger Vít Müller (1676–1750) erbaut.                                                                  | 16660/4-3035 Info Katalog | BW                                      |
| Kašperské Hory, Dlouhá Nr. 68, Petra Bezruče (Standort) | Dlouhá Nr. 68                                   | Klassisches zweistöckiges Eckhaus aus Backstein mit 6 Fensterachsen in der Fassade unter einem dreieckigen Giebel. In der Mitte geschwungener Eingangs. Zimmer mit flacher Decke. Zwischen den Fenstern Pilaster mit Rosetten, unter den Fenstern abwechselnd Kränze und Weinreben.                                                       | 52239/4-3031 Info Katalog | BW                                      |
| Kašperské Hory, Nerudova 126 (Standort) | Nerudova 126                                    | Backsteinhaus mit einer Veranda. | 52798/4-3032 Info Katalog | BW                                      |
| Kašperské Hory, Dlouhá 66 (Standort) | Dlouhá 66                                       | Bergbauernhaus. | 54095/4-3030 Info Katalog | BW                                      |

### Červená
| Lage                                  | Objekt                     | Beschreibung | ÚSKP-Nr.                  | Bild |
| ------------------------------------- | -------------------------- | --- | ------------------------- | ---- |
| Červená, Dorfplatz, Nr. 21 (Standort) | Kapelle der Jungfrau Maria | Barockgebäude von 1856, Übergangstyp zwischen größerer Dorfkapelle und Kirche. Eine rechteckige Kapelle mit einem eingezogenen dreieckigen Chor und einer Sakristei. Über dem Eingang ein prismatischer Turm mit einer Zwiebelkuppel. | 17152/4-3039 Info Katalog | BW   |

### Kavrlík
| Lage                        | Objekt      | Beschreibung | ÚSKP-Nr.                  | Bild        |
| --------------------------- | ----------- | --- | ------------------------- | ----------- |
| Kavrlík, Nr. 1/2 (Standort) | Dorfkapelle | Kapelle auf rechteckigem Grundriss mit halbkreisförmigem Dach und zweistufigem Wellengiebel mit dekorativen Kugeln. Kleine Barockkapelle. | 51757/4-5301 Info Katalog | Dorfkapelle |

### Lídlovy Dvory
| Lage                                                                | Objekt  | Beschreibung | ÚSKP-Nr.            | Bild |
| ------------------------------------------------------------------- | ------- | --- | ------------------- | ---- |
| Lídlovy Dvory, na pozemku rekreační chaty če. 17, Nr. 25 (Standort) | Kapelle | Eine wertvolle Barockkapelle aus dem 18. Jahrhundert mit einem erhaltenen Barockgiebel an einem malerischen Ort am Ufer des Flusses Losenice. | 101692 Info Katalog | BW   |

### Podlesí
| Lage                          | Objekt                       | Beschreibung | ÚSKP-Nr.                  | Bild           |
| ----------------------------- | ---------------------------- | --- | ------------------------- | -------------- |
| Podlesí, Nr. 585 (Standort)   | Glashütte Stará Huť          | Glashütte Stará Huť, Ruinen. Überreste der ehemaligen Glashütte Šumava aus der Zeit um die Wende vom 17. zum 18. Jahrhundert, bestehend aus einem Glasofen, Mauerwerk aus Produktions- und Wohngebäuden sowie einer Mauer. Die Analyse der Ergebnisse und schriftlichen Berichte ergab, dass es sich um den ältesten Standort der Glashütte Vogelsang (Podlesí) handelt. | 44208/4-4498 Info Katalog | BW             |
| Podlesí, Nr. 34 (Standort)    | Kapelle der heiligen Barbara | Kleine Kapelle vom Ende des 17. Jahrhunderts auf dem ehemaligen Hof der örtlichen Glashütte. Die Kapelle ist ein rechteckiges Gebäude mit dreieckigem Giebel und einem Zwiebelturm. | 106304 Info Katalog       | weitere Bilder |
| Podlesí, Podlesí 1 (Standort) | Herrenhaus                   | Herrenhaus, Wirtschaftsgebäude mit einem Tor um einen rechteckigen Innenhof, nach 1989 restauriert. | 52928/4-3040 Info Katalog | BW             |

### Opolenec
| Lage                                                               | Objekt                            | Beschreibung                                      | ÚSKP-Nr.            | Bild                              |
| ------------------------------------------------------------------ | --------------------------------- | ------------------------------------------------- | ------------------- | --------------------------------- |
| Opolenec, Dorfplatz und südöstlicher Teil der Ortschaft (Standort) | Zwei Kapellen und ein Gedenkkreuz | Ensemble aus zwei Kapellen und einem Gedenkkreuz: | 101493 Info Katalog | Zwei Kapellen und ein Gedenkkreuz |

### Žlíbek
| Lage                                                                                         | Objekt          | Beschreibung | ÚSKP-Nr.                  | Bild           |
| -------------------------------------------------------------------------------------------- | --------------- | --- | ------------------------- | -------------- |
| Žlíbek (Standort)                                                                            | Schloss Kašperk | Schloss Kašperk: Ein erhaltenes Beispiel für die Schlossarchitektur Karls IV mit einem typischen Palastkomplex mit Türmen auf der kürzeren Seite. Die vordere Bastion ist ein Überbleibsel der verbesserten Befestigungsanlagen der Burg aus der zweiten Hälfte des 15. Jahrhunderts. | 17972/4-3038 Info Katalog | weitere Bilder |
| Žlíbek, an der rechten Seite Landstraße von Nezdic nach Kašperských Hor, Nr. 72/1 (Standort) | Kreuz           | Geschmiedetes Gedenkkreuz auf einem Sockel, der ursprünglich mit Blattmotiven und einem auf ein Blatt gemalten Korpus Christi verziert war. Volksarchitektur aus der ersten Hälfte des 19. Jahrhunderts. Nur Reste erhalten.                                                          | 15158/4-3041 Info Katalog | Kreuz          |
| Žlíbek, Dorfplatz, Nr. 22 (Standort)                                                         | Kapelle         | Die Dorfkapelle auf einem rechteckigen Grundriss, einem Barockgiebel und einem polygonalen Glockenturm. Ende 18. Jahrhundert, 1820 modifiziert. | 10234/4-4937 Info Katalog | Kapelle        |